# Pogonophryne mentella
Pogonophryne mentella är en fiskart som beskrevs av Andriashev, 1967. Pogonophryne mentella ingår i släktet Pogonophryne och familjen Artedidraconidae. Inga underarter finns listade i Catalogue of Life.